# Synagoge Untergrombach

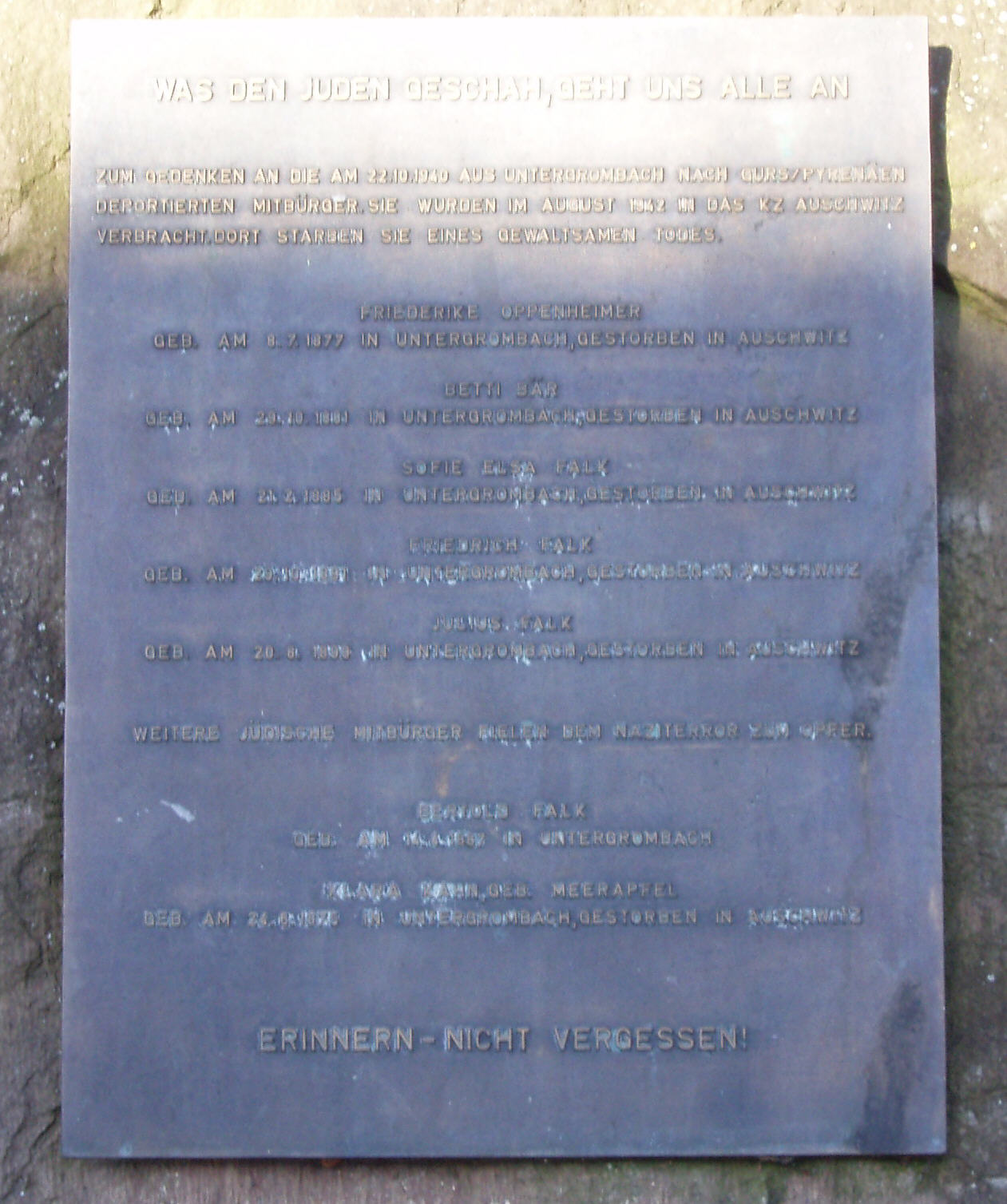
Gedenktafel für die jüdischen Opfer der Naziherrschaft in Untergrombach

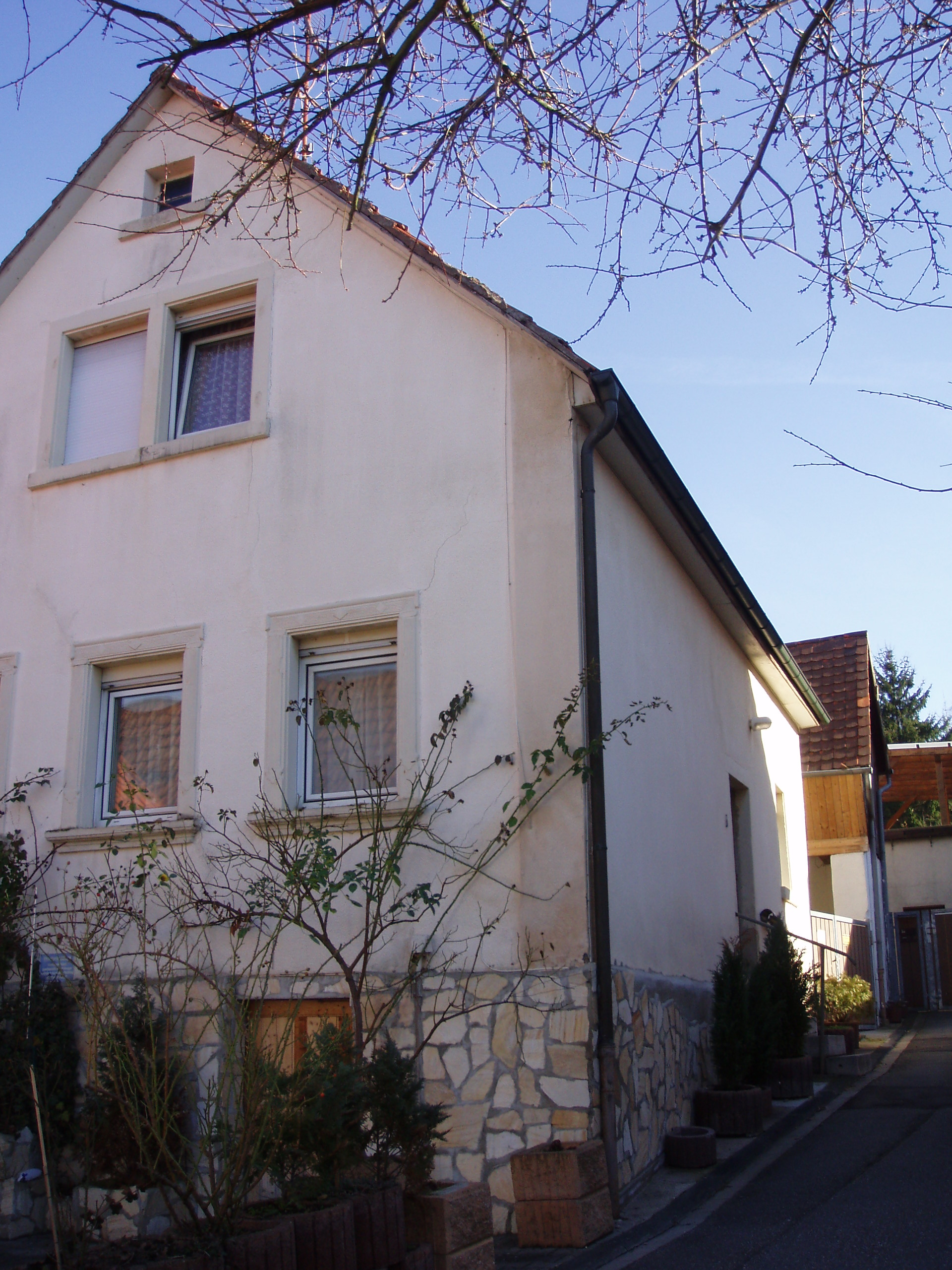
Wohnhaus auf den Überresten der Synagoge

Die Synagoge in Untergrombach, einem Stadtteil von Bruchsal im Landkreis Karlsruhe in Baden-Württemberg, wurde während der Zeit des Nationalsozialismus zerstört.

## Geschichte
Die Ursprünge der jüdischen Gemeinde (Kehillah) in Untergrombach gingen auf die Zeit des Dreißigjährigen Kriegs zurück. Die Anzahl der in Untergrombach lebenden jüdischen Einwohner stieg bis etwa 1864 an. Damals wurden 130 Personen jüdischen Glaubens in Untergrombach gezählt. 1933 war die Synagoge in Untergrombach nicht geschlossen. Zu dieser Zeit gab es in Untergrombach 32 jüdische Einwohner, von denen sieben, die später durch die Gräueltaten des Nationalsozialismus ums Leben kamen, namentlich bekannt und auf einer Gedenktafel in der Obergrombacher Straße aufgeführt sind.
Die jüdische Gemeinde war relativ wohlhabend. Noch 1933 existierte die Tabakgroßhandlung Meerapfel Söhne; auch die Existenz einer Ledergroßhandlung ist belegt.

## Synagogenbau
Während der jüdische Friedhof an der Gemarkungsgrenze von Obergrombach von den jüdischen Gemeinden der umliegenden Orte gemeinsam genutzt wurde, besaß jede einzelne Gemeinde einen eigenen Betsaal oder eine eigene Synagoge. In Untergrombach wurde ein Gotteshaus wohl im ersten Viertel des 19. Jahrhunderts – diskutiert werden die Jahreszahlen 1815 und 1827 – auf dem heutigen Grundstück Synagogenstraße 6/7 erbaut. Vermutlich diente die Synagoge gleichzeitig als Wohnhaus des Religionslehrers. Da die Bebauung dieser Straße offenbar auch schon in den 1930er Jahren sehr eng war und man ein Übergreifen des Feuers auf eine benachbarte Scheune fürchtete, wurde die Synagoge in Untergrombach während des Novemberpogroms 1938 nicht angezündet. Die Inneneinrichtung wurde aber vollständig demoliert und die Tora-Rolle gestohlen. Später – möglicherweise erst in der Nachkriegszeit – wurde das Gebäude bis auf die Außenmauern des Erdgeschosses abgerissen. Die verbliebenen Überreste wurden zur Basis eines neuen Gebäudes, das heute als Wohnhaus dient.
Die 1933 in Sonnwendstraße umbenannte Synagogenstraße trägt ihren ursprünglichen Namen etwa seit 1990 wieder.